# Billundi repülőtér
A Billundi repülőtér (IATA: BLL, ICAO: EKBI) Dánia második legforgalmasabb nemzetközi repülőtere. Elsősorban légi teherszállítást és charterjáratokat szolgál ki, de – többek között a billundi Legoland közelsége miatt – egyre több a menetrend szerinti járat is.

## Történet
Az 1960-as években született meg az ötlet az európai légiforgalom emelkedése miatt, hogy repülőteret kellene építeni Billundban. Az építkezés 1964-ben egész évben folyt, és az első járat még abban az évben, november 1-jén felszállhatott. Az első terminál 1966-ban készült el.
Az első menetrend szerinti járatot a SAS indította: naponta repülte a Billund és Koppenhága közötti belföldi útvonalat. Az első nemzetközi (charter) járat tengerészeket vitt egy hajóhoz Észak-Olaszországba. Rövid időre rá a teherszállítás is megkezdődött.
A kifutópálya jelenlegi hosszúságát 1971-ben érte el.
A menetrend szerinti nemzetközi forgalom 1984-ben indulhatott meg, amikor az EGK a légiközlekedés liberalizálása mellett döntött. Az első járatot a Maersk Air indította az angliai Southendbe.
2002-ben nyílt meg az új, évi 3,5 millió utas kiszolgálására alkalmas terminál. Maga a repülőtér napjainkban mintegy 800 embert foglalkoztat, ehhez jön még 800 a repülőtér működését kiszolgáló többi vállalkozás alkalmazásában.

## Légitársaságok és úticélok
Az alábbi légitársaságok üzemeltetnek légijáratokat a repülőtérről:
| Légitársaság                  | Célállomások |
| ----------------------------- | --- |
| Air France Hop                | Párizs-Charles de Gaulle |
| Air Greenland                 | Kangerlussuaq (2023 március 29-től) |
| airBaltic                     | Riga |
| Airseven                      | Szezonális charter: Antalya, Chania, Preveza/Lefkada, Rhodes, Thessaloniki |
| Atlantic Airways              | Vágar Szezonális charter: Fuerteventura, Innsbruck |
| Austrian Airlines             | Szezonális: Bécs (2023 április 4-től) |
| British Airways               | London–City, London–Heathrow, Manchester |
| Brüsszel Airlines             | Brüsszel (2023 március 26-tól) |
| DAT                           | Szezonális: Bornholm |
| Eurowings                     | Szezonális charter: Salzburg (2023 január 10-től) |
| Freebird Airlines             | Szezonális charter: Bodrum |
| Icelandair                    | Szezonális: Reykjavik–Keflavík |
| Jet Time                      | Szezonális charter: Chania |
| KLM                           | Amszterdam |
| LOT                           | Varsó–Chopin |
| Lufthansa                     | Frankfurt, München |
| Norwegian                     | Oslo Szezonális: Bergen |
| Novair                        | Szezonális charter: Chania, Gran Canaria, Hurghada, Rhodes |
| Pegasus Airlines              | Szezonális: Antalya |
| PLAY                          | Szezonális: Reykjavik–Keflavík (2023 június 15-től) |
| Ryanair                       | Alicante, Barcelona, Bergamo, Birmingham, Bologna, Budapest, Charleroi, Dublin, Edinburgh, Gdańsk, Krakkó, London–Stansted, Málaga, Malta, Manchester, Poznań, Róma–Ciampino, Seville, Tallinn, Treviso, Bécs, Vilnius, Wrocław Szezonális: Alghero (2023 március 27-től), Bari, Berlin (2023 március 27-től), Ibiza, Madrid, Palma de Mallorca, Pisa, Porto, Trapani, Turin, Valencia (2023 május 3-tól) |
| Scandinavian Airlines         | Oslo, Stockholm–Arlanda Szezonális charter: Fuerteventura, Gran Canaria, Tenerife–South |
| SkyAlps                       | Szezonális: Bolzano (2023 január 7-től) |
| Sunclass Airlines             | Szezonális charter: Antalya, Chania, Gran Canaria, Heraklion, Larnaca, Palma de Mallorca, Rhodes, Tenerife–South |
| SunExpress                    | Szezonális: Antalya |
| Swiss International Air Lines | Szezonális: Zurich |
| Transavia                     | Szezonális charter: Salzburg |
| Turkish Airlines              | Istanbul Szezonális: Gazipaşa |
| Vueling                       | Barcelona, Gran Canaria Szezonális: Málaga, Palma de Mallorca, Párizs–Orly, Tenerife–South |
| Widerøe                       | Bergen |
| Wizz Air                      | Bukarest, Cluj-Napoca (vége 2023 március 22-től), Craiova ( 18 December 2022), Iași, Tuzla |

## Forgalom
Az utasforgalom az elmúlt években az alábbi módon változott:
| Utasok száma | 4200 | 320 200 | 644 700 | 651 400 | 984 391 | 1 842 481 | 1 467 569 | 2 298 094 | 3 100 994 | 3 682 398 |
|              | 1964 | 1970    | 1977    | 1983    | 1990    | 1996      | 2003      | 2009      | 2016      | 2022      |